# Heteronyx lateritius
Heteronyx lateritius är en skalbaggsart som beskrevs av Blackburn 1889. Heteronyx lateritius ingår i släktet Heteronyx och familjen Melolonthidae. Inga underarter finns listade i Catalogue of Life.